# 托马斯堡 (肯塔基州)
托马斯堡（英語：Fort Thomas），是美国肯塔基州坎贝尔县的一座城市。建立于1914年，面积约为14.8平方公里（5.7平方英里）。根据2010年美国人口普查，该市的人口为16,325人。该市属于大辛辛那提都会区的一部分。